# 弾性型動脈
弾性型動脈（だんせいがたどうみゃく、英:elastic artery）とは、中膜に多くのコラーゲンとエラスチンが豊富で、弾力性に富む動脈のことで、脈動に応じて伸縮する能力を持つ。 

## 補助的ポンプ機能
大動脈や肺動脈など心臓に近い大きな動脈が弾性型動脈に分類され、心臓のポンプ作用の補助的ポンプ機能を果たす。内側から内膜、中膜、外膜の3層から構成される。中膜は3層の中で最も厚く、弾性線維を主成分とする。この弾性はウィンドケッセル効果ももたらし、血流の脈動性にもかかわらず動脈内の圧力を比較的一定に保つのに役立つ。 
肺動脈、大動脈、およびその分枝は、合わせて身体の弾性動脈系を構成している。

## 弾性型動脈への栄養の供給
弾性型動脈は、拡散によって血液が供給される細い血管とは異なり、脈管の脈管によって血液の供給を受けている。例えば、大動脈、腕頭動脈、総頸動脈、鎖骨下動脈、総腸骨動脈などである。